# مانیا اوربیکا
مانیا اوربیکا (به لاتین: Magnia Urbica) امپراتریس روم در دوران زمامداری همسرش کارینوس بود. با این حال هیچ‌گونه اطلاعات تاریخی‌ای دربارهٔ زادگاه یا خانوادهٔ مانیا اوربیکا وجود ندارد و خود او نیز تنها به‌واسطهٔ سکه‌هایی که به نامش ضرب‌شده‌اند شناخته می‌شود. همچنین تا پیش از این چنین تصور می‌شد که او باید همسر امپراتور یا غاصبی دیگر باشد.
پس از آنکه کارینوس بر تخت امپراتوری نشست، به همسرش عنوان «آگوستا» را اعطا نمود و سکه‌هایی را به افتخار او و پسرشان نیگرینیان ضرب کرد که این سکه‌ها امروزه بسیار نادر هستند.
مانیا اوربیکا و نیگیرینیان هر دو پیش از کارینوس درگذشتند. کارینوس نیز در سال ۲۸۵ میلادی پس از نبردی پیروزمندانه با دیوکلتیان که مدعی امپراتوری شده بود به‌دست یکی از افسرانش و در پی انتقامی شخصی به‌قتل رسید. پس از رسیدن دیوکلتیان به قدرت، یاد و خاطرهٔ امپراتور پیشین تقبیح شد و نام کارینوس و همسرش مانیا اوربیکا از تمامی کتیبه‌ها و نوشته‌ها پاک گردید.